# 西藏自治区人民政府
西藏自治区人民政府（藏語：བོད་རང་སྐྱོང་ལྗོངས་མི་དམངས་སྲིད་གཞུང་།），是中华人民共和国西藏自治区的省级地方行政机关和自治机关。

## 沿革
1965年9月1日，西藏自治區第一屆人民代表大會第一次會議在拉薩召開，選舉阿沛·阿旺晉美為西藏自治區人民委員會主席，正式成立西藏自治區。

## 职权
根据《中华人民共和国地方各级人民代表大会和地方各级人民政府组织法》第七十三条，县级以上的地方各级人民政府行使下列职权：
1. 执行本级人民代表大会及其常务委员会的决议，以及上级国家行政机关的决定和命令，规定行政措施，发布决定和命令；
2. 领导所属各工作部门和下级人民政府的工作；
3. 改变或者撤销所属各工作部门的不适当的命令、指示和下级人民政府的不适当的决定、命令；
4. 依照法律的规定任免、培训、考核和奖惩国家行政机关工作人员；
5. 编制和执行国民经济和社会发展规划纲要、计划和预算，管理本行政区域内的经济、教育、科学、文化、卫生、体育、城乡建设等事业和生态环境保护、自然资源、财政、民政、社会保障、公安、民族事务、司法行政、人口与计划生育等行政工作；
6. 保护社会主义的全民所有的财产和劳动群众集体所有的财产，保护公民私人所有的合法财产，维护社会秩序，保障公民的人身权利、民主权利和其他权利；
7. 履行国有资产管理职责；
8. 保护各种经济组织的合法权益；
9. 铸牢中华民族共同体意识，促进各民族广泛交往交流交融，保障少数民族的合法权利和利益，保障少数民族保持或者改革自己的风俗习惯的自由，帮助本行政区域内的民族自治地方依照宪法和法律实行区域自治，帮助各少数民族发展政治、经济和文化的建设事业；
10. 保障宪法和法律赋予妇女的男女平等、同工同酬和婚姻自由等各项权利；
11. 办理上级国家行政机关交办的其他事项。

## 机构设置
根据《西藏自治区机构改革方案》，除西藏自治区人民政府办公厅外，西藏自治区人民政府设置组成部门24个，直属特设机构1个，直属机构9个，部门管理机构6个。西藏自治区人民政府设置下列机构：
- 西藏自治区人民政府办公厅

### 组成部门
- 西藏自治区发展和改革委员会
- 西藏自治区教育厅
- 西藏自治区科学技术厅
- 西藏自治区经济和信息化厅
- 西藏自治区民族事务委员会
- 西藏自治区公安厅
- 西藏自治区民政厅
- 西藏自治区司法厅
- 西藏自治区财政厅
- 西藏自治区人力资源和社会保障厅
- 西藏自治区自然资源厅
- 西藏自治区生态环境厅
- 西藏自治区住房和城乡建设厅
- 西藏自治区交通运输厅
- 西藏自治区水利厅
- 西藏自治区农业农村厅
- 西藏自治区商务厅
- 西藏自治区文化和旅游厅
- 西藏自治区卫生健康委员会
- 西藏自治区退役军人事务厅
- 西藏自治区应急管理厅
- 西藏自治区审计厅
- 西藏自治区外事办公室

（交通运输厅挂公路局牌子；农业农村厅挂乡村产业发展局牌子；商务厅挂口岸管理办公室牌子；外事办公室挂边界事务协调办公室牌子。）

### 直属特设机构
- 西藏自治区人民政府国有资产监督管理委员会

### 直属机构
- 西藏自治区市场监督管理局
- 西藏自治区广播电视局
- 西藏自治区体育局
- 西藏自治区信访局
- 西藏自治区统计局
- 西藏自治区林业和草原局
- 西藏自治区能源局
- 西藏自治区投资促进局
- 西藏自治区医疗保障局（副厅级）
- 西藏自治区国防动员办公室（副厅级）

（市场监督管理局挂知识产权局牌子；国防动员办公室挂人民防空办公室牌子。）

### 直属事业单位
- 西藏自治区社会科学院
- 西藏广播电视台
- 西藏自治区农牧科学院
- 西藏自治区地质矿产勘查开发局
- 西藏自治区文化市场综合执法总队（副厅级）
- 西藏自治区藏语文工作委员会办公室

（文化市场综合执法总队归口自治区党委宣传部管理；藏语文工作委员会办公室挂西藏自治区编译局牌子。）

### 部门管理机构
- 西藏自治区人民政府研究室，由自治区政府办公厅管理。
- 西藏自治区信访局，由自治区政府办公厅管理。
- 西藏自治区粮食和物资储备局，由自治区发展改革委管理。
- 西藏自治区能源局，由自治区发展改革委管理。
- 西藏自治区文物局，由自治区文化厅管理。
- 西藏自治区药品监督管理局，由自治区市场监管局管理。

### 派出机关
- 西藏自治区阿里地区行政公署

### 派出机构
- 西藏自治区人民政府驻北京办事处
- 西藏自治区人民政府驻成都办事处
- 西藏自治区人民政府驻格尔木办事处
- 西藏自治区人民政府驻西安办事处
- 西藏自治区人民政府驻上海办事处
- 西藏自治区人民政府驻兰州办事处

## 历任领导
| 西藏自治区筹备委员会主任 1. 达赖喇嘛·丹增嘉措（1956年4月—1964年12月，藏族） 2. 班禅额尔德尼·确吉坚赞（代理，1959年3月28日—1964年12月，藏族） 3. 阿沛·阿旺晋美（代理，1964年12月—1965年8月，藏族） 西藏自治区人民委員會主席 1. 阿沛·阿旺晋美（藏族） 西藏自治区革命委員會主任 1. 曾雍雅 2. 任荣 西藏自治区人民政府主席 1. 天宝（桑吉悦希）（1979年8月—1981年4月，藏族） 2. 阿沛·阿旺晉美（1981年4月—1983年2月，藏族） 3. 多杰才旦（1983年—1986年，藏族） 4. 多吉才让（1986年—1990年，藏族） 5. 江村罗布（1990年—1998年，藏族） 6. 列确（1998年5月—2003年5月，藏族） 7. 向巴平措（2003年5月—2010年1月，藏族） 8. 白瑪赤林（2010年1月—2013年1月，藏族） 9. 洛桑江村（2013年1月—2017年1月，藏族） 10. 齐扎拉（2017年1月—2021年10月，藏族） 11. 严金海（2021年10月—2024年10月，藏族） 12. 嘎玛泽登（2024年11月—，藏族） 西藏自治区人民政府常务副主席 …… - 邓小刚（2013年4月—2016年11月） - 丁业现（2013年7月—2017年6月） - 罗布顿珠（2016年12月—2021年1月，藏族） - 庄严（2017年6月—2021年2月） - 姜杰（2013年7月—2021年12月） - 白玛旺堆（2021年1月—2021年12月，藏族） - 陈永奇（2021年10月—2024年12月） - 任维（2021年12月—） - 肖友才（2021年12月—2023年11月，藏族） - 嘎玛泽登（2024年5月—2024年11月，藏族） - 旦巴（2025年2月—，藏族） 西藏自治区人民政府秘书长 …… - 乔元忠（1998年5月—2003年1月） - 白玛赤林（2003年1月—2005年7月） - 周春来（2005年7月—2008年1月） - 宫蒲光（2008年1月—2011年1月） - 高扬（2011年1月—2013年1月） - 许雪光（2013年1月—2015年1月） - 艾俊涛（2015年1月—2016年8月） - 房灵敏（2017年1月—2017年5月） - 朱强（2017年5月—2023年1月） - 李宏军（2023年1月—） | 西藏自治区人民政府副主席 …… - 崔玉英（2002年7月—2006年11月） - 吴英杰（2003年1月—2013年4月） - 甲热·洛桑丹增（2003年1月—，藏族） - 宫蒲光（2006年1月—2013年7月） - 孟德利（2006年11月—2015年5月） - 德吉（2006年11月—2018年1月，藏族） - 多托（2008年1月—2013年7月，藏族） - 董明俊（2011年1月—2016年7月） - 格桑次仁（2011年1月—2016年12月，藏族） - 边巴扎西（2013年1月—2016年12月，藏族） - 多吉次珠（2013年1月—2022年7月，藏族） - 坚参（2013年1月—2023年1月，藏族） - 曾万明（2013年11月—2015年1月） - 王双全（2015年5月—2016年1月） - 房灵敏（2015年5月—2017年5月） - 汪海洲（2016年3月—2021年2月） - 石谋军（2017年2月—2020年7月，苗族） - 张永泽（2017年5月—2022年1月） - 张延清（2017年7月—2023年1月，藏族） - 罗梅（2018年1月—，女，藏族） - 孟晓林（2018年1月—2023年1月） - 江白（2018年1月—2023年1月，藏族） - 张洪波（2019年9月—） - 普布顿珠（2020年6月—2021年12月，藏族） - 王勇（2021年4月—2024年7月） - 郎福宽（2022年12月—） - 斯朗尼玛（2022年12月—2024年7月，藏族） - 韦秀长（2023年1月—） - 徐志涛（2023年1月—） - 龚会才（2023年1月—2024年7月） - 旦巴（2023年1月—2025年2月，藏族） - 次仁平措（2023年1月—，藏族） - 张利（2024年7月—） - 赵鹏（2025年3月—） - 朱守科（2025年4月—） |